# Bandera de Castellet i la Gornal
La bandera oficial de Castellet i la Gornal té la següent descripció:
Bandera apaïsada de proporcions dos d'alt per tres de llarg, blava, amb un castell tancat de negre centrat al final de les 4/9 parts del drap comptant de l'asta; l'amplada del castell és de 5/12 de la llargària del drap i d'altura de 7/9 de la del mateix drap.